# 天主教通杜魯-馬薩西教區
天主教通杜鲁-马萨西教區 （拉丁語：Dioecesis Tunduruensis-Masasiensis）是坦桑尼亞一個羅馬天主教教區，屬松蓋阿總教區。
教區成立於1986年10月17日，包括魯伍馬區東部和姆特瓦拉區西部，座堂位於通杜魯。2010年有教友107,659人（佔轄區總人口14.1%）、十九個堂區、廿九名司鐸。現任教區主教為菲爾伯特·費利西亞·姆哈西。